# Omega (Namibia)
Omega ist ein Ansiedlung in der Region Kavango-Ost im Nordostens Namibias. 
Omega liegt im Westende des Caprivizipfels und ist über die Nationalstraße B8 an das namibische Straßennetz angeschlossen. Am Westrand des Ortes befindet sich der das Omega-Flugfeld und westlich hiervon der Okavango. Die Ansiedlung befindet sich im Bwabwata-Nationalpark. Hier sind eine Missionsstation und eine Klinik zu finden.
Koordinaten: 18° 2′ S, 22° 12′ O